# Getlink
Getlink — французская компания, оператор Евротоннеля. Основана в 1986 году, штаб-квартира расположена в Париже.

## История
История компании началась с того, что в апреле 1985 года консорциум Channel Tunnel Group победил в тендере на строительство тоннеля под Ла-Маншем и его эксплуатацию в течение 55 лет. В этот консорциум вошли 5 французских строительных компаний (Bouygues, Dumes, Societe Auxiliaire d’Entrepreses, Societe Generale d’Entrepreses и Spie Batignolles) и 5 британских (Balfour Beatty, Costain Civil Engineering, Tarmac Construction, Taylor Woodrow Construction и Wimpey International); финансировать проект согласились 5 банков во главе с National Westminster Bank. Для строительства тоннеля была создана компания TransManche Link (TML), а для его финансирования и эксплуатации — две компании, британская Eurotunnel plc и французская Eurotunnel SA. В августе 1986 года была зарегистрирована Eurotunnel Group, объединившая эти 2 компании, TML осталась независимым подрядчиком. В июле 1987 года между Англией и Францией было подписано соглашение о строительстве тоннеля, работы начались в 1988 году. Бурение служебного тоннеля было завершено 1 декабря 1990 года, северного — в мае 1991 года, южного — в июне 1991 года. Открытие Евротоннеля состоялось 8 мая 1994 года.
Первоначальная смета строительства составляла 7,5 млрд долларов, но к 1994 году расходы достигли 15 млрд долларов, а к началу 1995 года — 23 млрд долларов. В течение всего строительства между TML и Eurotunnel Group велись судебные тяжбы в отношении того, кому возмещать перерасход средств. С началом эксплуатации стоимость проезда одного пассажира составляла 240—460 долларов по сравнению с 90 долларов на пароме. В сентябре 1995 года Eurotunnel Group вынуждена была прекратить выплаты процентов по долгу. Положение компании ещё больше осложнилось после пожара в одном из тоннелей 18 ноября 1996 года, что обвалило курс акций. В 1997 году срок концессии был продлён до 2086 года.
В 2004 году компания получила лицензию на железнодорожные перевозки во Франции. В 2007 году была создана холдинговая компания Groupe Eurotunnel SA, её акции были распределены между кредиторами, что позволило сократить долг компании с 9,2 млрд евро до 4,2 млрд евро; благодаря этому впервые в своей истории компания закончила 2007 год с прибылью в 1 млн евро. В декабре 2009 года совместно с SNCF была поглощена железнодорожная компания Veolia Cargo, её активы стали основой дочерней компании Europorte.
В 2016 году началось строительство интерконнектора между электрическими сетями Франции и Великобритании, передача тока началась 25 мая 2022 года. В 2018 году название Groupe Eurotunnel было изменено на Getlink.

## Собственники и руководство
Основными акционерами по состоянию на 2024 год были Eiffage (20,55 %), Mundys (15,49 %) и Abu Dhabi Investment Authority (7,11 %).
- Жак Гунон (Jacques Gounon, род. 25 апреля 1953 года) — председатель совета директоров с 2007 года, в компании с 2004 года.
- Янн Лериш (Yann Leriche) — генеральный директор (CEO) с июля 2020 года, до этого работал в компании Transdev[6].

## Деятельность
Подразделения по состоянию на 2023 год:
- Евротоннель — обслуживание инфраструктуры Евротоннеля, транспортировка грузовых (LeShuttle Freight) и легковых (LeShuttle) автомобилей по железнодорожным путям через тоннель, предоставление железнодорожных путей в тоннеле в пользование другим компаниям для пассажирских и грузовых перевозок; 61 % выручки;
- Europorte[англ.] — грузовые железнодорожные перевозки во Франции, а также Германии и Бельгии; 8 % выручки;
- ElecLink[англ.] — интерконнектор между Францией и Великобританией пропускной способностью 1 ГВт; 31 % выручки.

В собственности компании находятся три тоннеля, два основных и третий, расположенный между ними, служебный. Длина тоннелей составляет около 50 км, за час может проходить до 20 поездов в каждом направлении, скорость движения поездов составляет в среднем 140 км/ч (100—120 км/ч у товарных и 160 км/ч у пассажирских поездов). Половина пропускной способности тоннелей используется компанией Getlink для своих «шаттлов», остальное предоставляется компании Eurostar для скоростных пассажирских перевозок, а также другим железнодорожным операторам. Также компании принадлежит два терминала, где имеются рестораны и магазины беспошлинной торговли.
Подвижной состав Getlink включает 6 «шаттлов» для грузовых автомобилей и 9 для легковых. Дочерней компании Europorte принадлежит 73 магистральных локомотива.